# 오늘을 즐겨라
오늘을 즐겨라는 문화방송의 예능 프로그램 일요일 일요일 밤에의 코너이다. 단비의 후속작으로 2010년 8월 22일부터 방송을 시작해 2011년 2월 20일 종영하였다. 국내 최초 집필 버라이어티를 표방한 이 프로그램의 기획 의도는 1년 동안 출연진들이 오늘을 즐겁게 보내는 방법들을 모아 <오늘을 즐겨라> 라는 책을 완성하는 것이었다. 1년이 지나면 공동저자 신현준, 정준호의 이름으로 책을 출판해 그 수익금을 장학금으로 기부할 예정이었다. 그러나 저조한 시청률로 인해 집필 프로젝트는 성공하지 못하고 방송 5개월만에 폐지되었다.
첫 방송 무렵에는 일밤의 두 번째 코너였지만 11월 개편을 맞아 시간대가 바뀌어 첫 번째 코너가 되었다.
프로그램 제목은 '오즐'로 축약되어 불리기도 했다.

## 출연자
10월 31일 방송분부터 공형진이 연기활동을 이유로 하차하고, 승리가 앨범 준비를 이유로 하차하고 김성주와 이특이 투입되었다.
- 신현준
- 정준호
- 서지석
- 김현철
- 정형돈
- 김성주(중도 영입)
- 이특(중도 영입)
- 공형진(하차)
- 승리(하차)

## 수상

### 2010 MBC 방송연예대상
- 버라이어티 남자 부문 우수상 - 김현철
- 베스트 엽기상 앙숙상 - 신현준, 정준호
- 특별상 버라이어티 부문 - 신현준, 정준호

## 기타
- 2010년 11월 14일, 11월 21일은 2010 아시안 게임 중계 등으로 인해 결방되었다.[5][6]

## 시청률
아래의 파란색 숫자는 '최저 시청률'이고, 빨간색 숫자는 '최고 시청률'입니다. 시청률조사회사와 지역별로 시청률에 차이가 있을 수 있습니다.
| 회차   | 방송일    | AGB 시청률     | AGB 시청률 |
| 회차   | 방송일    | 대한민국(전국) |            |
| ------ | --------- | -------------- | ---------- |
| 제1회  | 8월 22일  | 4.3%           |            |
| 제2회  | 8월 29일  | 5.4%           |            |
| 제3회  | 9월 5일   | 4.7%           |            |
| 제4회  | 9월 12일  | 5.6%           |            |
| 제5회  | 9월 19일  | 5.7%           |            |
| 제6회  | 9월 26일  | 3.2%           |            |
| 제7회  | 10월 3일  | 4.7%           |            |
| 제8회  | 10월 10일 | 5.8%           |            |
| 제9회  | 10월 17일 | 6.1%           |            |
| 제10회 | 10월 24일 | 6.0%           |            |
| 제11회 | 10월 31일 | 7.1%           |            |
| 제12회 | 11월 7일  | 5.9%           |            |
| 제13회 | 11월 28일 | 5.6%           |            |
| 제14회 | 12월 5일  | 5.1%           |            |
| 제15회 | 12월 12일 | 6.6%           |            |
| 제16회 | 12월 19일 | 4.0%           |            |
| 제17회 | 12월 26일 | 4.7%           |            |
| 제18회 | 1월 2일   | 7.8%           |            |
| 제19회 | 1월 9일   | 6.1%           |            |
| 제20회 | 1월 16일  | 7.4%           |            |
| 제21회 | 1월 23일  | 6.6%           |            |
| 제22회 | 1월 30일  | 3.4%           |            |
| 제23회 | 2월 6일   | 6.9%           |            |
| 제24회 | 2월 13일  | 5.1%           |            |
| 제25회 | 2월 20일  | 4.5%           |            |

## 경쟁 프로그램
- 일요일이 좋다
  - 런닝맨 (경쟁 프로그램)
  - 영웅호걸 (2부 프로그램)

- 해피선데이
  - 남자의 자격 (경쟁 프로그램)
  - 1박 2일 (2부 프로그램)

- 일밤
  - 뜨거운 형제들 (2부 프로그램)